# Kościół św. Michała Archanioła w Czaczu
Kościół parafialny pw. św. Michała Archanioła – rzymskokatolicki kościół parafialny we wsi Czacz.

## Historia
Kościół został zbudowany w I połowie XIV wieku z fundacji Michała z Czacza. Zbudowany został w stylu gotyckim. W XV wieku został częściowo przebudowany, a w roku 1653 został gruntowanie przebudowany (kosztem Wojciecha Gajewskiego) przez Krzysztofa Bonadurę Starszego w stylu barokowym. W 1682 roku została do kościoła dobudowana wieża. Barokowy hełm wieży został zniszczony w wyniku pożaru w 1837 roku.
Kościół jest jednonawowy z podwójnym prezbiterium, niższym i wyższym. Na sklepieniu prezbiterium i nawy znajdują się freski z ok. 1653 roku. Wyposażenie kościoła jest barokowe z 1798 roku, w tym trzy ołtarze architektoniczne i ambona.
Kościół został uznany za zabytek już w 1932 roku, a plebania zbudowana w 1818 roku w 1969 roku